# رابرت هارتفورد-دیویس
رابرت هارتفورد-دیویس (انگلیسی: Robert Hartford-Davis؛ ۲۳ ژوئیه ۱۹۲۳ – ۱۲ ژوئن ۱۹۷۷) یک کارگردان فیلم و تهیه‌کننده اهل بریتانیا بود.
وی کارگردان فیلم‌هایی همچون سرود کریسمس و فساد بوده است.